# Крамме
Крамме (нім. Cramme) — громада в Німеччині, розташована в землі Нижня Саксонія. Входить до складу району Вольфенбюттель. Складова частина об'єднання громад Одервальд.
Площа — 12,45 км2. Населення становить 824 ос. (станом на 31 грудня 2021).

## Галерея

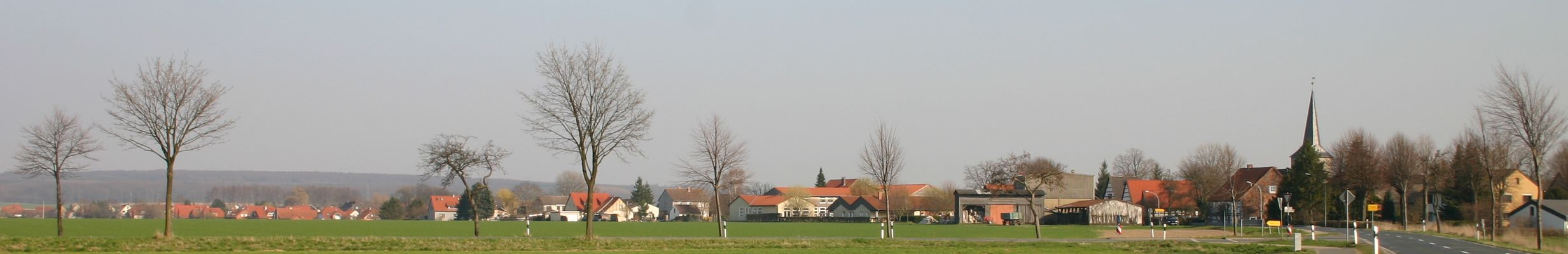